# Jean (Nevada)
Jean es un Área no incorporada localizada en el condado de Clark, Nevada, Estados Unidos

## Historia

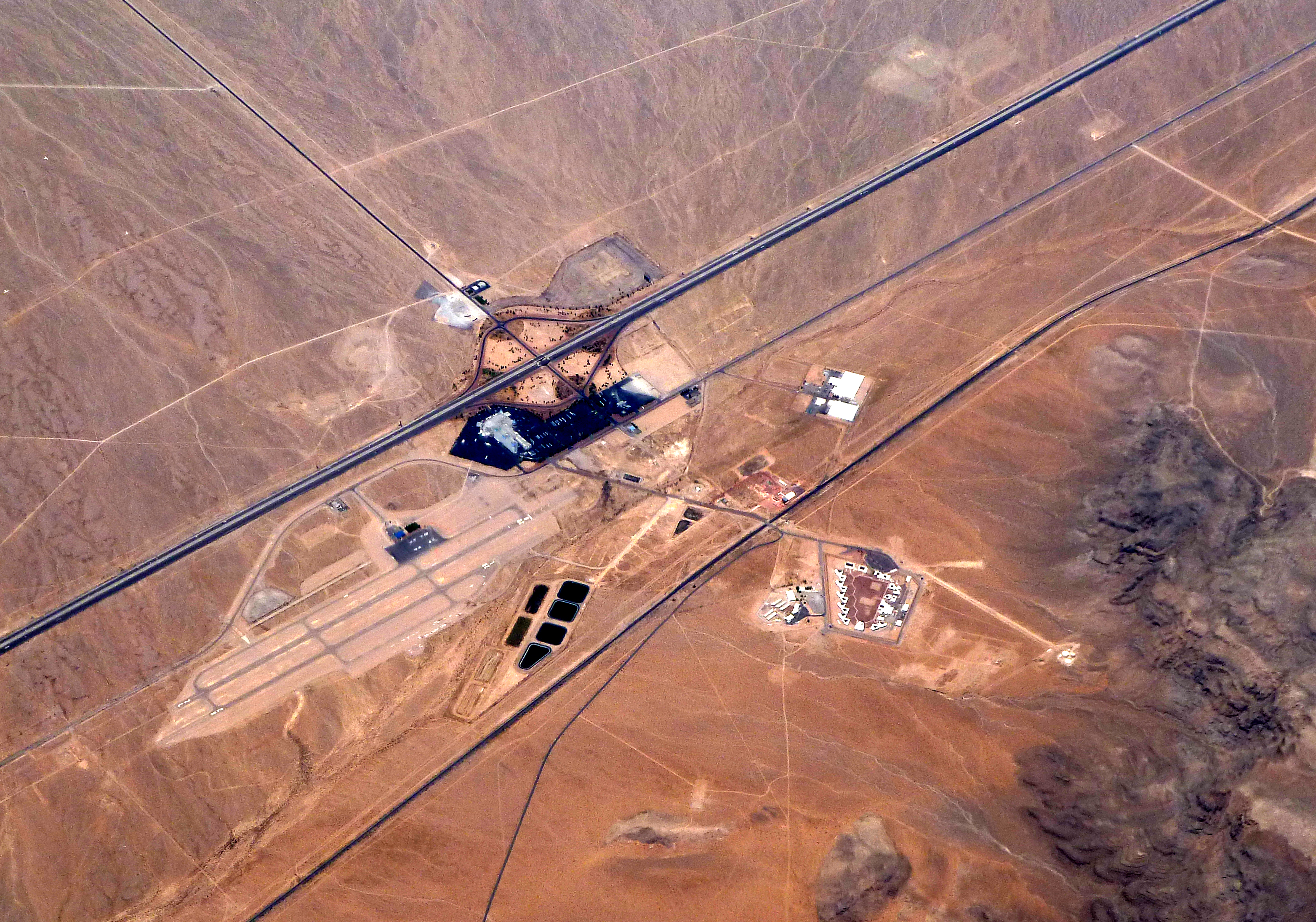
Imagen aérea de Jean

La ciudad fue nombrada originalmente como Goodsprings Junction. Pero el 28 de junio de 1905, el administrador del correo George Arthur Fayle le cambió el nombre a Jean, en honor de su esposa. También construyó el Pioneer Saloon en Goodsprings.
Pop's Oasis Casino fue el primer casino en Jean. El Oasis cerró en 1988. Las fichas de Oasis Pop se vertieron en la base del Desembarco de Nevada. Cuando el territorio de Nevada fue arrasado en mayo de 2008 estas fichas, algunas incrustadas en el concreto, fueron encontradas por los coleccionistas.
El centro de bienvenida fue trasladado a Primm a principios de 2000. El centro de acogida se convirtió en una subestación de PHN en el año 2004.
La barrera entre el Nevada Landing Hotel and Casino y el Gold Strike Hotel and Gambling Hall fue el escenario del peor accidente de un solo vehículo en el sur de Nevada de la historia (en ese momento), cuando una camioneta con 13 personas volcó, muriendo 8 personas. El accidente se produjo en marzo de 2000.
El "Nevada Landing Casino" cerró en marzo de 2007, pero el "Gold Strike" se mantiene activa.

### Actualidad

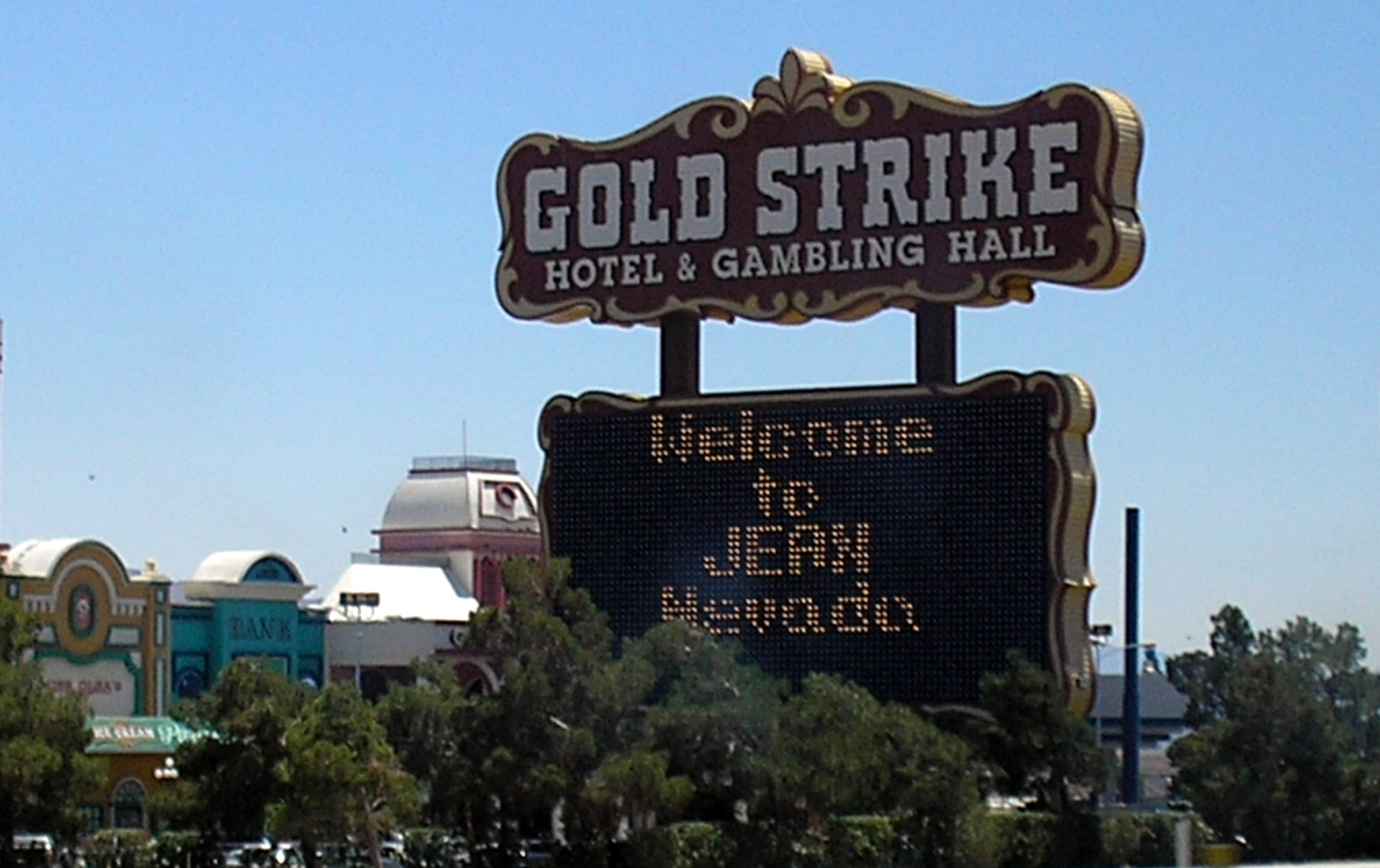
El Casino Gold Strike en Jean

Jean se encuentra ubicado aproximadamente a 12 millas (19,3 km) del límite estatal entre Nevada y California a lo largo de la Interestatal 15. Las Vegas se encuentra a unos 30 millas (48,3 km) al norte. No hay residentes de Jean, pero mucha gente en las comunidades cercanas, como Primm y Sandy Valley tienen a "Jean" como la ciudad en su dirección de correo ZIP, ya que es la ubicación de la oficina principal de correos del código postal 89019. El sur de Las Vegas Boulevard termina alrededor de 2 millas (3,2 km) al sur de Jean, y hacia el norte contiguamente, termina cerca de la intersección de la I-15 con la U.S. Route 93.
El área es principalmente comercial, con la excepción de la oficina de correos y el palacio de justicia, con ventas comerciales, como el Gold Strike Hotel and Gambling Hall, Jean Sport Aviation Center (utilizado para actividades deportivas como el paracaidismo), Jean Conservation Camp (un mínimo de seguridad, todas las mujeres del NDOC creado en 1987) y una comisaría de la NHP. Nevada Landing Hotel and Casino se encuentra también aquí, pero fue cerrado en 2007 y demolido en abril de 2008, con la excepción de su cartel. La oficina de correos de Jean se encuentra en Las Vegas Boulevard, en Jean. El Palacio de Justicia del municipio de Goodsprings también se encuentra en Jean.

## Geografía
Jean se encuentra en Mountain pass, (Jean Pass (sur)), en el oeste de la cuenca lago Jean Dry. montañas Sheep bordea al este de Jean, y el sureste del lago JEan Dry. Al noroeste del paso se encuentra el piedemonte sureste de Bird Spring Range.

## Cultura Popular
- Jean aparece en el juego de 2010, Fallout: New Vegas.